# Psydrax attenuata
Psydrax attenuata är en måreväxtart som först beskrevs av Robert Brown och George Bentham, och fick sitt nu gällande namn av Sally T. Reynolds och Rodney John Francis Henderson. Psydrax attenuata ingår i släktet Psydrax och familjen måreväxter.

## Underarter
Arten delas in i följande underarter:
- P. a. megalantha
- P. a. myrmecophila
- P. a. tenella